# Dicky Schulte Nordholt
Dick "Dicky" Schulte Nordholt (Breda, 29 december 1953 – Roanne, 3 juli 2006) was een Nederlands basgitarist die speelde in bands als Time Bandits, De Raggende Manne, Gruppo Sportivo en Q65.
Hij overleed op 52-jarige leeftijd in een Frans ziekenhuis aan levercirrose. „Als ze je vragen waaraan ik dood ben gegaan”, zei de al geruime tijd zieke Dicky tegen zijn gabber en medemuzikant Bob Fosko, „zeg dan maar hetzelfde als wat ik tegen mijn Franse kennissen zeg: „Du Foie gras de Rock-'n-roll” Hij was getrouwd met de illustrator Sylvia Weve.

## Bands
De bands waarin Dick Schulte Nordholt speelde zijn:
- De Raggende Manne
- Etna Vesuvia & The Flames
- Gruppo Sportivo
- Koud Goud
- Q65
- The Meteors
- Time Bandits
- Transister
- Alquin